# Prestonia cephalantha
Prestonia cephalantha är en oleanderväxtart som beskrevs av Henry Hurd Rusby. Prestonia cephalantha ingår i släktet Prestonia, och familjen oleanderväxter. Inga underarter finns listade i Catalogue of Life.